# Kilchberg (Basel-Landschaft)
Kilchberg is een gemeente en plaats in het Zwitserse kanton Basel-Landschaft en maakt deel uit van het district Sissach.
Kilchberg telt 157 inwoners.